# قائمة حروب قطر
هذه قائمة الحروب والمعارك التي شاركت فيها قطر.

## الحروب
| النزاع                              | قطر وحلفائها | الخصوم                                          | النتيجة |
| ----------------------------------- | --- | ----------------------------------------------- | --- |
| الغزو السعودي لقطر (1793–1798)      | قطر · البحرين · عمان · الدولة العثمانية | الدولة السعودية الأولى                          | هزيمة - ضم قطر إلى الدولة السعودية الأولى |
| الحرب القطرية البحرينية (1867–1868) | آل ثاني | آل خليفة أبو ظبي                                | انتصار - تخلي البحرين عن مطالباتها بقطر |
| معركة الوجبة (1893)                 | آل ثاني | الدولة العثمانية                                | انتصار - عودة الأسرى القطريين |
| حرب الخليج (1990–1991)              | الكويت · الولايات المتحدة · المملكة المتحدة · السعودية · فرنسا · كندا · مصر · سوريا · عمان · الإمارات · قطر | العراق                                          | انتصار - الانسحاب العراقي من الكويت - خسائر فادحة وتدمير البنية التحتية العراقية والكويتية |
| حادثة الخفوس (1992)                 | قطر | السعودية                                        | هزيمة - إرجاع الحدود كما كانت للسعودية |
| الحرب الأهلية الليبية (2011)        | المجلس الوطني الانتقالي · قطر · الناتو - فرنسا - المملكة المتحدة - الولايات المتحدة - بلجيكا - كندا - الدنمارك - هولندا - النرويج - إسبانيا - تركيا الأردن · السويد · الإمارات                                          | ليبيا                                           | انتصار - مقتل معمر القذافي - تولى المجلس الوطني الانتقالي السيطرة المؤقتة في ليبيا - 102 دولة، والأمم المتحدة، والاتحاد الأوروبي، والجامعة العربية، والاتحاد الافريقي يعترفون دبلوماسيا بالمجلس الوطني الانتقالي باعتباره سلطة الحكم الوحيدة في ليبيا |
| التدخل ضد داعش (2014–)              | العراق · كردستان العراق · الجيش السوري الحر · قوات سوريا الديمقراطية · الولايات المتحدة · المملكة المتحدة · الأردن · تركيا · المغرب · أستراليا · بلجيكا · كندا · الدنمارك · فرنسا · البحرين · قطر · السعودية · الإمارات | داعش القاعدة - جبهة النصرة - خراسان أحرار الشام | مستمرة - تدخل أمريكي عربي أحادي ضد داعش |
| التدخل في اليمن (2015–2017)         | اليمن · السعودية · الإمارات · البحرين · الكويت · قطر · الأردن · المغرب · السودان · مصر · السنغال | اللجنة الثورية - الحوثيون - موالون صالح         | الانسحاب - طردت قطر من التحالف بسبب الأزمة الدبلوماسية مع قطر عام 2017 |
| الهجمات الايرانية على قطر (2025)    | قطر | إيران                                           | اعلنت قوات الحرس الثوري الايراني بأنهم ارسلو قرابه 6 صواريخ بإتجاه القواعد الامريكية في قطر ولكن صرحت وزارة الداخلية القطرية بانه تم صدها وسقطت شظايا الصواريخ على الاراضي القطرية                                                                    |